# Андерс Вальтер
Андерс Вальтер (дан. Anders Walter; нар. 5 лютого 1978) — данський сценарист, кінорежисер. Член Американської та Данської кіноакадемій.

## Біографія
А. Вальтер народився 05 лютого 1978 року у м. Орхус.
У 1999—2001 році навчався у Школі візуальних мистецтв у Нью-Йорку.
Протягом двадцяти років працював ілюстратором та художником-розкадровником; створив понад 200 розкадровок для фільмів та реклами. Серед його робот — дизайн рекламних плакатів «Carlsberg», «Lego», «Danish National Railway». Також відомий як автор графічних романів.
Як режисер А. Вальтер дебютував у 2017 році із фільмом «Я вбиваю велетнів».

## Фільмографія

### Короткометражні
- «Валіза, що говорить», 2011;
- «9-й метр», 2012;

- «Гелій», 2013;

- «Катуша», 2014;

- «Івалу», 2023.

### Повнометражні
- «Я вбиваю велетнів», 2017;

- «Коли приходить звільнення», 2023[7][8].

## Нагороди
- Премія Оскар у номінації «Найкращий короткометражний фільм», 2014[9];
- Данська національна кінопремія у номінації «Найкращий ігровий/анімаційний фільм», 2015[10].